# Chondrose
Von:
- griechisch: Chóndros, deutsch: Knorpel; und
- -ose: (in der Medizin/bei Krankheiten): krankhafter (aber nicht entzündeter/entzündlicher) Zustand.

Als Chondrose bezeichnet man degenerativ bedingte Veränderungen des Knorpels, also Abnutzungserscheinungen (Verschleiß). Diese können sich prinzipiell in jedem Gelenk finden, hauptsächlich gebraucht wird die Bezeichnung jedoch für verschleißbedingte Bandscheibenveränderungen (Diskose).
Ab dem dritten Lebens-Jahrzehnt nimmt der Wassergehalt der Bandscheibe (Nucleus pulposus) auch unter physiologischen Bedingungen ab. Dies ist ein natürlicher Prozess und hat an sich keinen Krankheitswert. In der konventionellen Röntgendiagnostik ist das an einer Abnahme der Höhe der Zwischenwirbelräume erkennbar. In Zusammenhang mit den damit verknüpften Verknöcherungen am Wirbelkörper (Spondylose) kann es somit zur sogenannten Osteochondrosis intervertebralis kommen. Zudem führt die Mehrbelastung der Zwischenwirbelgelenke ebenfalls zu degenerativen Erscheinungen, der Spondylarthrosis deformans.